# Buck James
Buck James è una serie televisiva statunitense in 19 episodi trasmessi per la prima volta nel corso di una sola stagione nel 1987.
È una serie del genere medico incentrata sulle vicende dei dipendenti di un ospedale del Texas, in particolare di quelle del medico chirurgo Frank "Buck" James.

## Personaggi e interpreti

### Personaggi principali
- Dottor Buck James (19 episodi, 1987-1988), interpretato da Dennis Weaver.
- Vittorio (19 episodi, 1987-1988), interpretato da Dehl Berti.
- Henry Carliner (19 episodi, 1987-1988), interpretato da John Cullum.
- Clint James (19 episodi, 1987-1988), interpretato da Jon Pennell.
- Dottoressa Rebecca Meyer (19 episodi, 1987-1988), interpretata da Alberta Watson.
- Jenny James (19 episodi, 1987-1988), interpretata da Shannon Wilcox.
- Dinah James (19 episodi, 1987-1988), interpretata da Elena Wohl.

### Personaggi secondari
- Les Grant (3 episodi, 1987-1988), interpretato da Donald Moffat.
- Dottor Kyle Grant (3 episodi, 1987-1988), interpretato da Kirk Sisco.
- Max (2 episodi, 1987-1988), interpretato da Richard Beymer.
- Joshua (2 episodi, 1987-1988), interpretato da Harold Sylvester.
- Mark Travers (2 episodi, 1987), interpretato da Edward Edwards.

## Produzione
La serie, ideata da Paul F. Edwards, fu prodotta da Paul F. Edwards, Paul Bernbaum, Garner Simmons, David Abramowitz e William F. Storke per la Columbia Pictures Television. Le musiche furono curate da Stan Jones.

## Distribuzione
La serie fu trasmessa negli Stati Uniti dal 27 settembre 1987 al 5 maggio 1988 sulla rete televisiva ABC.

## Episodi
| Stagione       | Episodi | Prima TV USA |
| -------------- | ------- | ------------ |
| Prima stagione | 19      | 1987         |